# Cementerio de Mirogoj
El Cementerio de Mirogoj (en croata: Mirogoj) es un parque cementerio que se considera como uno de los hitos más destacados de la ciudad de Zagreb en Croacia. El cementerio incluye miembros de todos los grupos religiosos: católicos, ortodoxos, musulmanes, protestantes, los miembros de la Iglesia de los Últimos Días y judíos; además de que se pueden encontrar tumbas irreligiosas. En las arcadas están los últimos lugares de descanso de muchos croatas famosos.
El cementerio fue creado en 1876 en una parcela de terreno propiedad del lingüista Ljudevit Gaj. El arquitecto Hermann Bollé diseñó el edificio principal. La construcción de las arcadas, las cúpulas, y la iglesia en la entrada se iniciaron en 1879. El trabajo fue terminado en 1929.